# Вёртерзе-Штадион
«Вёртерзе-Штадион» (нем. Wörthersee Stadion) — футбольный стадион в городе Клагенфурт-ам-Вёртерзе, Австрия. С 30 июня 2007 года по 2010 год назывался «Хипо-Арена» (нем. Hypo Group Arena). Это домашний стадион футбольного клуба «Аустрия Клагенфурт», вместимость составляет 32 000 зрителей.
Прежний «Вёртерзештадион», построенный в 1960 году, был снесён в 2005 году. Для проведения матчей чемпионата Европы 2008 на его месте была построена новая арена. Строительство было окончено в 2007 году.
С 2007 года до банкротства в 2010 году на стадионе выступала команда «Аустрия Кернтен».
По внешнему виду и дизайну носит сходство с домашним стадионом «Нью-Йорк Ред Буллз» — «Ред Булл Ареной» в Гаррисон, Нью-Джерси, США.